# Tabernaemontana retusa
Tabernaemontana retusa är en oleanderväxtart som först beskrevs av Jean-Baptiste de Lamarck, och fick sitt nu gällande namn av Marcel Pichon. Tabernaemontana retusa ingår i släktet Tabernaemontana och familjen oleanderväxter. Inga underarter finns listade i Catalogue of Life.